# Phacochoerus aethiopicus
Phacochoerus aethiopicus, cunoscut și sub denumirile de porc cu negi de deșert (în engleză desert warthog) sau facocer (în franceză phacochère), este un membru paricopitat a familiei de porci Suidae, răspândit în Kenya de nord, Somalia, Etiopia de est și posibil Djibouti și Eritreea. Aceasta este aria de răspândire a speciilor extante, cunoscute sub denumirea de porc cu negi somalezi (Phacochoerus aethiopicus delamerei). O altă subspecie denumită porcul cu negi al Capului (P. a. aethiopicus), a dispărut din Africa de Sud în jurul anului 1865.

## Caracteristici
Porcul cu negi de deșert este asemănător porcului alergător, dar prezintă câteva diferențe, enumerate mai jos:
- craniul este mai mic, dar mai mare în lățime;
- pomeții sunt foarte îngroșați;
- această specie nu are dinți, dar cel comun are doi incinsivi în maxilar, și șase în mandibulă;
- gropițele sferice de pe partea din spate ale cranului sunt mai largi decât la cel comun.

## Galerie

Aria de răspândire a porcului cu negi de deșert